# Stadtbahn Pittsburgh
| Pittsburgh Light Rail                                          | Pittsburgh Light Rail |
| -------------------------------------------------------------- | --------------------- |
| Stadtbahnzug an der Einfahrt zum Mt. Washington Transit Tunnel |                       |
| Liniennetz von The T                                           |                       |
| Streckenlänge:                                                 | 42,2 km               |
| Spurweite:                                                     | 1588 mm               |
|                                                                |                       |

Die Stadtbahn Pittsburgh, englisch Pittsburgh Light Rail, bekannt als The T, ist ein Light-rail-Stadtbahnsystem in Pittsburgh im Südwesten des US-Bundesstaates Pennsylvania. Es ist der Nachfolger der Straßenbahnen der Pittsburgh Railways bzw. der Port Authority of Allegheny County, deren innerstädtische Linien komplett ersetzt wurden, als 1985 der Tunnel unter der Innenstadt eröffnet wurde. Pittsburgh ist dabei eine der wenigen Städte in den USA mit ununterbrochenem straßenbündigem Bahnverkehr.

## Fahrzeuge

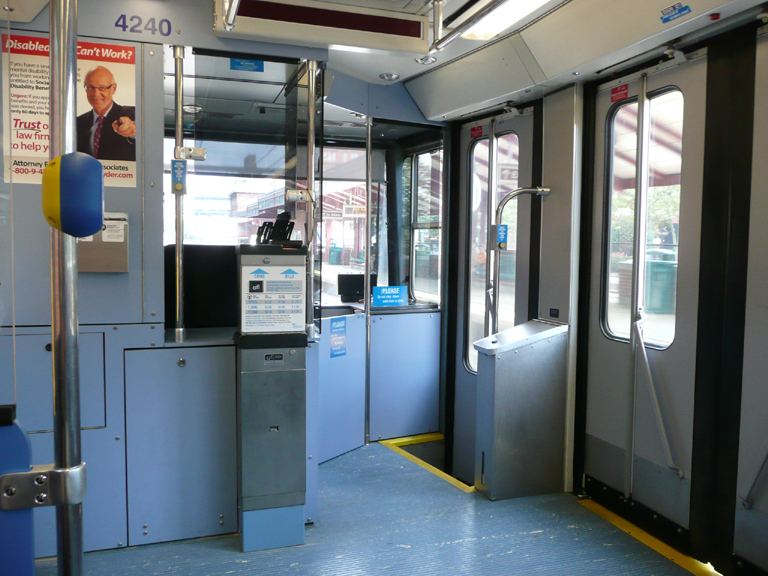
Innenansicht eines Stadtbahnwagens

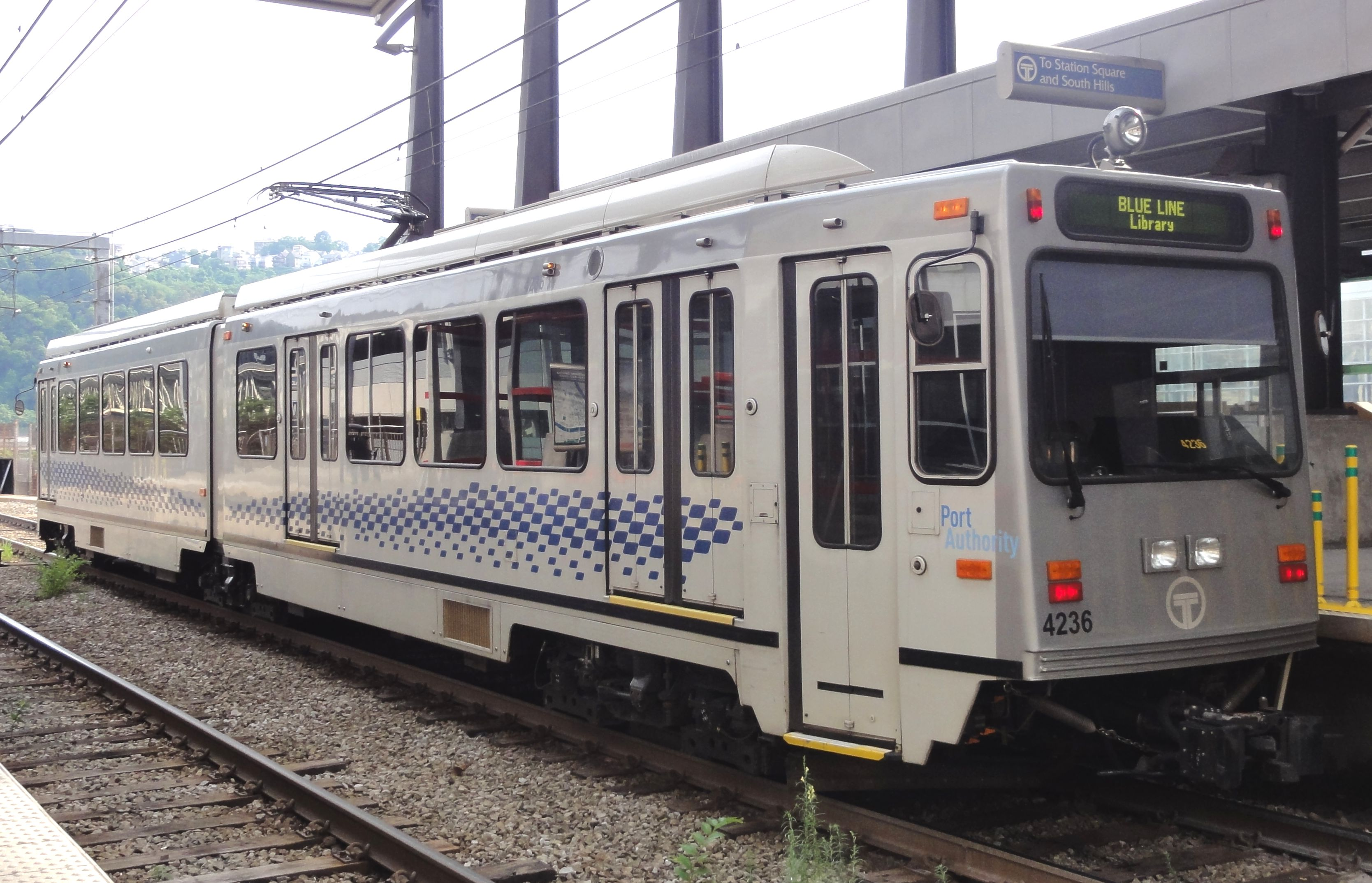
Modernisierter SD-400

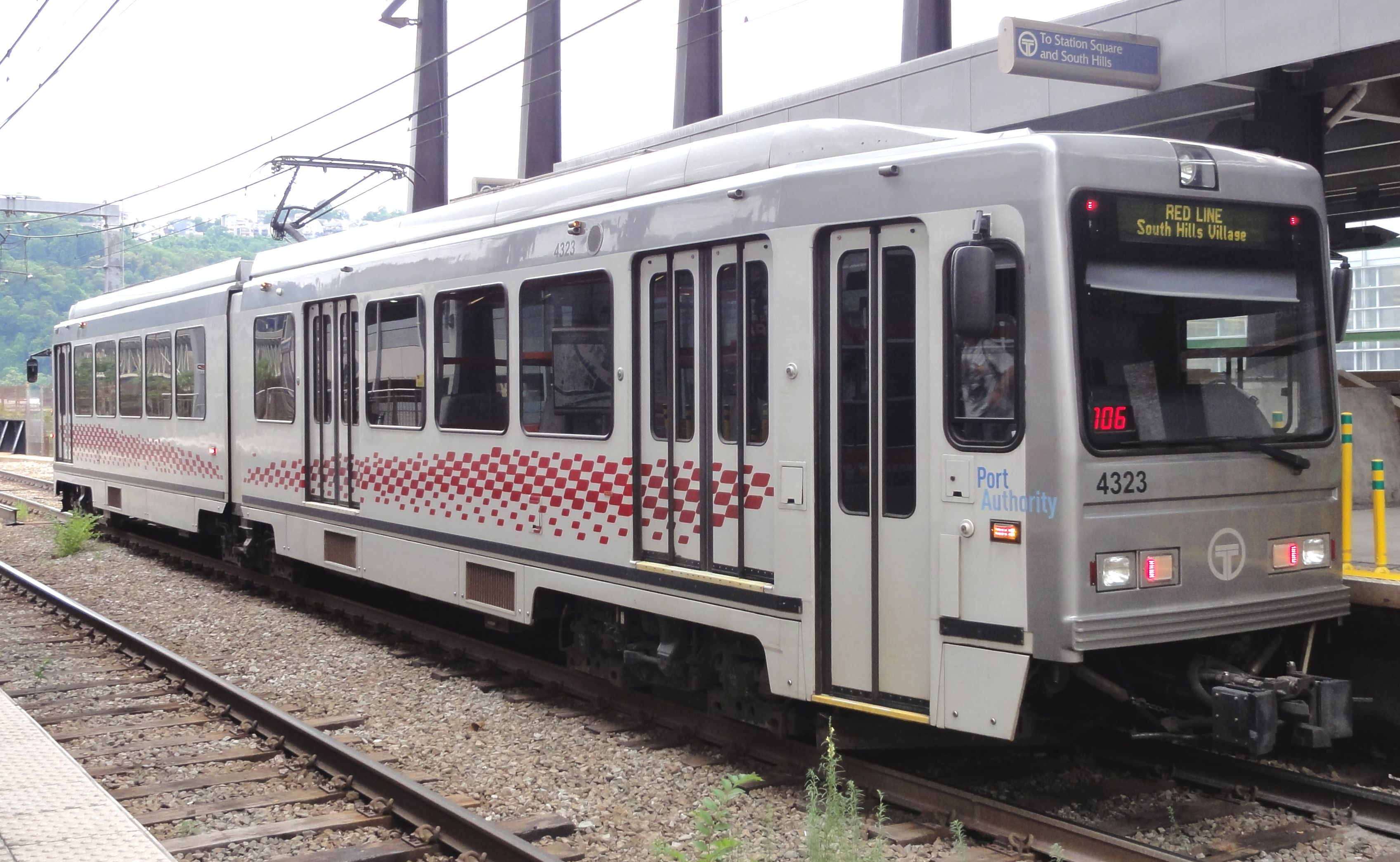
CAF-Wagen von 2003

Als erste Generation der Stadtbahnwagen werden ab 1985 55 Siemens SD-400 mit einer Fahrleitungsspannung von 750 V eingesetzt. Diese sind, wie andere Stadtbahnwagen in den USA, von den deutschen Siemens-Duewag-U2-Wagen abgeleitet.
Eine Besonderheit der Wagen ist, dass sie an den Enden teils zwei Türen nebeneinander aufweisen – einmal mit Stufen für Stationen mit Zugang vom Straßenniveau, und zum anderen ohne Stufen für Stationen mit Hochbahnsteigen.
Die 25 Neubeschaffungen der Jahre 2003/2004 von CAF folgen eng der Konstruktion der SD-460. Im Anschluss an die Lieferung modernisierte CAF die SD-460.
Die PCC-Wagen des ehemaligen Straßenbahnbetriebs, von denen 12 noch auf Reststrecken fuhren, wurden 1999 endgültig abgestellt. Zwei Fahrzeuge befinden sich als Ausstellungsstück in Pittsburgh, die anderen wurden verkauft.

## Linien

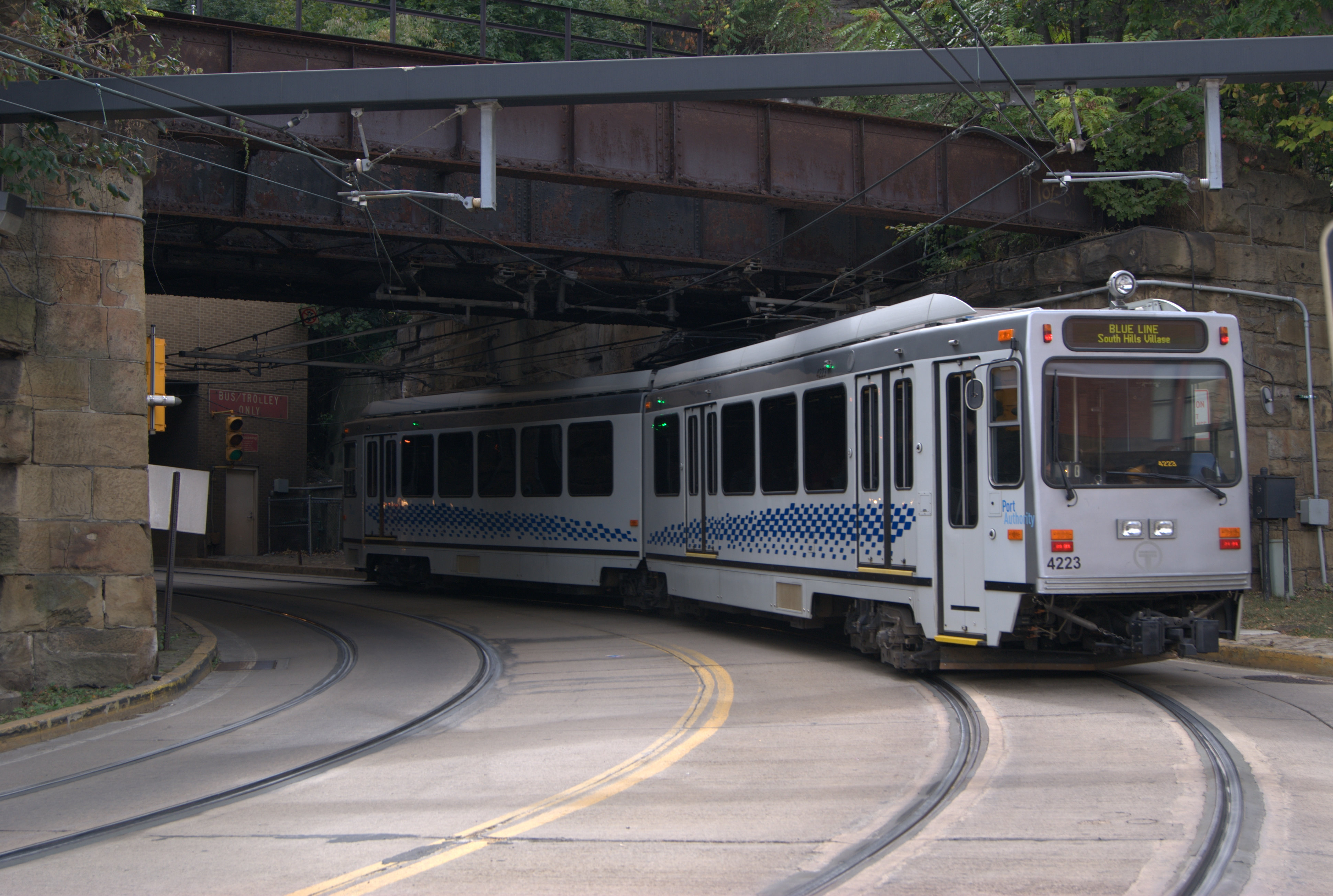
Zug der Silver Line beim Tunnelportal unter dem Mount Washington

Von den einst 68 Straßenbahnlinien waren die meisten in den 1960er Jahren eingestellt worden. Die verbleibenden Linien wurden mit Eröffnung von „The T“ zu zwei Linien und deren Varianten zusammengefasst – die bisherige Linie 42 zur Roten Line (Red Line / Beechview Line), die ab 1985 im Stadtbahnbetrieb befahren wurde, und die bisherigen Linien 44 und 47 zur Blauen Linie (Blue Line / Overbrook Line), die zunächst bis 1993 weiter mit PCC-Straßenbahnwagen bedient wurde. Nach einigen Jahren ohne Verkehr wurde sie ab 1999 auf den Stadtbahnstandard umgebaut und 2004 eröffnet (Overbrook Line reconstruction). Seit März 2020 wird der bisher der Blue Line zugeordnete Zweig nach Library als „Silver Line“ bezeichnet. Zusammen haben die Linien 53 Stationen auf 42,2 km Länge.
Die Züge der roten und blauen Linie verkehren an Werktagen im 15-Minuten-Takt. Zur Hauptverkehrszeit wird auf der blauen Linie die Zugfolge bis auf vier Minuten verdichtet. Die Züge der Roten Linie enden häufig an der Station Overbrook Junction, wo über einen Fußweg von einigen Dutzend Metern zur Station Willow der Blauen Linie gewechselt werden kann. Die Fahrt von dort auf der Roten Linie bis Downtown dauert knapp zehn Minuten länger.

## Erweiterungen
- Die einzige bisher realisierte Erweiterung ist die Verlängerung des Nordendes über die Innenstadt hinaus. Der wesentliche Teil des „North Shore Connector“ ist ein Tunnel mit zwei Röhren unter dem Allegheny River, der die „Downtown“ (Innenstadt) vom Stadtteil North Shore (Nordufer) trennt. Die Planung begann im Januar 1999, und Bundesmittel wurden im Februar 2004 gesichert. Die Ausschreibung im Herbst ergab jedoch höhere Gebote als erwartet, sodass erst im Oktober 2006 mit den Bohrungen begonnen werden konnte.[4] Der erste Tunneldurchschlag war im Juli 2008. Seit März 2012 wird der Tunnel befahren, und die Verbindung ist wie auch die Stationen der Innenstadt kostenfrei nutzbar (free fare zone).[5]
- Schon im November 1993 schlug der Betreiber die Errichtung einer „Spine Line“ nach Oakland vor. Diese hätte ein großes Potential für Pendlerverkehr, da dort Einrichtungen wie die Carlow University, die University of Pittsburgh, die Carnegie Mellon University, das Pittsburgh Technology Center, das University of Pittsburgh Medical Center und das Phipps Conservatory liegen. Konkrete Planungen liegen jedoch nicht vor.[6]
- Um 2009/2010 wies der damals zuständige Leiter Dan Onorato nicht nur auf die Verbindung nach Oakland im Osten hin, sondern schlug auch eine Anbindung des Pittsburgh International Airport im Westen vor. Für die Planungstätigkeit forderte er auch Bundesmittel an. Während die Erschließung von Oakland jedoch schon nach drei Kilometern die Universitäten erreicht, ist der Flughafen fast 30 Kilometer entfernt. Zu dessen Anbindung ist auch eine Regionalzugverbindung im Gespräch. Die Stadtbahn Pittsburgh würde jedoch die Stadtteile südlich des Ohio River erschließen, während die Regionalzüge nördlich davon führen.[7]